# Martina Hellmann
Martina Helga Hellmann, (geboren als Martina Helga Opitz; Leipzig, 12 december 1960) is een voormalige Duitse atlete, die gespecialiseerd was in het discuswerpen. Ze werd olympisch kampioene, tweemaal wereldkampioene, driemaal Oost-Duits kampioene en kwam tot en met 1989 op internationale wedstrijden uit voor Oost-Duitsland. Met een PR van 72,92 m staat ze tiende op de wereldranglijst aller tijden (peildatum maart 2011) en is de zesde Duitse discuswerpster achter: Gabriele Reinsch (76,80), Ilke Wyludda (74,56), Diana Gansky-Sachse (74,08), Irina Meszynski (73,36) en Gisela Beyer (73,10).

## Biografie

### Geen dikke, vette kogelstootster
Op zestienjarige leeftijd begon Hellmann, toen nog Martina Opitz geheten, met dit onderdeel. Ze koos heel bewust voor het discuswerpen, "omdat ik voor de sprint niet snel genoeg ben en ik tegelijk geen zin heb om een dikke, vette kogelstootster te worden", aldus de Duitse, die van haar hart nimmer een moordkuil maakte. In 1977 mocht ze de eed afleggen bij de opening van het Oost-Duits gymnastiek- en sportfestival en de kinder- en jeugdspartakiade. Die zomer verbeterde ze met 55,00 m het wereldrecord voor zestienjarigen.

### Allereerste wereldkampioene
Haar doorbraak werd verhinderd door ziektes en blessures. Totdat Hellmann in 1983, op de allereerste wereldkampioenschappen in Helsinki, onverwachts wereldkampioene werd. Een jaar later kon zij die titel niet omzetten in olympisch eremetaal, aangezien de Olympische Spelen van 1984 aan haar neus voorbijgingen wegens de Oost-Duitse boycot.
In 1987 prolongeerde ze in Rome haar wereldtitel. Met een afstand van 71,62, een kampioenschapsrecord, was zij veruit de beste. Alleen haar landgenote Diana Gansky bleef met 70,12 nog enigszins in haar buurt.

### Verder dan wie dan ook
Op 6 september 1988 behaalde Martina Hellmann in het Berliner Dynamo-Stadion bij het discuswerpen een afstand van 78,14. Dit is verder dan enige discuswerpster ooit heeft geworpen. Deze prestatie kon echter niet als wereldrecord worden erkend, omdat het behaald was tijdens een onofficieel olympisch trainingskamp. Tijdens deze trainingssessie in Kienbaum wierp ze de volgende onwaarschijnlijke serie: 76,92 - 78,14 - 70,52 - 76,56 - 75,66 - 74,04.
Ten slotte bevestigde zij op de Olympische Spelen van 1988 in Seoel haar superioriteit en veroverde de gouden medaille bij het discuswerpen. Met een olympisch record van 72,30 bleef ze opnieuw haar landgenote Diana Gansky (zilver; 71,88) en de Bulgaarse Tsvetanka Khristova (brons; 69,74) voor.

### Einde atletiekloopbaan
Op de Olympische Spelen van 1992 in Barcelona was ze duidelijk over haar hoogtepunt heen. Ze werd uitgeschakeld in de kwalificatieronde. Hierna zette ze een punt achter haar sportcarrière en ging leiding geven aan een sportvereniging van de zorgverzekeraar Allgemeine Ortskrankenkasse (AOK). Tevens werd ze manager van een cabaret in Leipzig.
Hellmann was aangesloten bij SC DHfK Leipzig.

## Titels
- Olympisch kampioene discuswerpen - 1988
- Wereldkampioene discuswerpen - 1983, 1987
- Oost-Duits kampioene discuswerpen - 1985, 1986, 1987

## Persoonlijk record
| Onderdeel    | Prestatie | Datum            | Plaats  |
| ------------ | --------- | ---------------- | ------- |
| discuswerpen | 72,92 m   | 20 augustus 1987 | Potsdam |

## Palmares

### discuswerpen
- 1983:  Europacup - 69,00 m
- 1983:  WK - 68,94 m
- 1985:  Wereldbeker - 69,78 m
- 1985:  Europacup - 68,20 m
- 1986:  EK - 68,26 m
- 1986:  Grand Prix Finale - 69,04 m
- 1987:  WK - 71,62 m
- 1988:  OS - 72,30 m
- 1990:  EK - 66,66 m
- 1990:  Grand Prix Finale - 63,54 m
- 1991: 4e WK - 67,14 m

1928: Halina Konopacka ·
1932: Lillian Copeland ·
1936: Gisela Mauermayer ·
1948: Micheline Ostermeyer ·
1952: Nina Romasjkova ·
1956: Olga Fikotová ·
1960: Nina Romasjkova ·
1964: Tamara Press ·
1968: Lia Manoliu ·
1972: Faina Melnik ·
1976: Evelin Schlaak ·
1980: Evelin Jahl ·
1984: Ria Stalman ·
1988: Martina Hellmann ·
1992: Maritza Martén ·
1996: Ilke Wyludda ·
2000: Ellina Zvereva ·
2004: Natalja Sadova ·
2008: Stephanie Brown-Trafton ·
2012: Sandra Perković ·
2016: Sandra Perković ·
2020: Valarie Allman ·
2024: Valarie Allman
1983 Martina Hellmann ·
1987 Martina Hellmann ·
1991 Tsvetanka Khristova ·
1993 Olga Tsjernjavskaja ·
1995 Ellina Zvereva ·
1997 Beatrice Faumuina ·
1999 Franka Dietzsch ·
2001 Ellina Zvereva ·
2003 Iryna Jatsjanka ·
2005 Franka Dietzsch ·
2007 Franka Dietzsch ·
2009 Dani Samuels ·
2011 Li Yanfeng ·
2013 Sandra Perković ·
2015 Denia Caballero ·
2017 Sandra Perković ·
2019 Yaimé Pérez ·
2022 Feng Bin ·
2023 Laulauga Tausaga